# Katja Stokholm
Katerina Stokholm (født 20. juni 1996 i Odense) også kendt som Katja Stokholm, er en dansk model og skønhedsdronning, der blev kronet til Miss Denmark 2019 og vil repræsentere Danmark i Miss Universe.